# 瞳めい
瞳 めい（ひとみ めい、Mei Hitomi、1988年7月17日 - ）は、日本のAV女優。

## 出演作品

### アダルトビデオ
- 初アナル×2穴同時生中出し 18歳（2007年6月7日、eighteen）
- 悩殺的痴女遊戯 第十三章 会社の華、エッチでカワイイ二人のEカップ受付嬢、センリとめいと拓人（2007年7月7日、AVS）共演:山吹センリ
- ザ・女子大生狩り 13（2007年8月10日、クリスタル映像）共演：白石ゆりか、関彩菜、愛里ひな、大塚みなみ
- ギャル糞根 大食いうんこ（2007年8月16日、ナチュラルハイ）
- 人妻たちの美麗鳴淋炎 〜其ノ四・魅惑のエロエステ〜（2007年9月1日、AVS）共演：白鳥美鈴
- 人妻たちの美麗鳴淋炎 〜其ノ伍・姉妹愛〜（2007年10月1日、AVS）共演：友田真希
- ウンコ紀行 スリランカ〜コロンボ、ヒッカドゥワ、カルタラ、ニゴンボ〜（2007年10月21日、V&R PLANNING）
- 巡礼くそめぐり（2007年10月25日、アロマ企画）

## 出演

### テレビ番組
- 背徳の好奇心（MONDO21）